# Кызкалеси
Кызкалеси или Кыз-Калеси (тур. Kızkalesi, Kız Kalesi — Девичья крепость), известна также как Дениз-Калеси (тур. Deniz Kalesi — Морская крепость) — средневековая киликийская крепость, расположенная на небольшом острове в 200—600-х метрах от побережья турецкого курортного городка Кызкалеси в районе Эрдемли провинции Мерсин.

## История
Согласно сообщениям Страбона, в античные времена остров Крамбуса (Крамбус), расположенный рядом с побережьем Корикоса, использовали в качестве своей базы средиземноморские пираты. Первые укрепления на острове были построены византийцами, вероятно, при императоре Алексее I Комнине, завоевавшем Корикос около 1099 года и начавшем превращение его в город-крепость. По утверждению Анны Комнины, в 1104 году её отец послал евнуха Евстафия Киминиана во главе флота с поручением укрепить Корикос, который в тот момент лежал в руинах, с целью защиты его от возможного нападения крестоносца Боэмунда Антиохийского, разорвавшего союз с империей. После этого в восстановленном и укреплённом Корикосе находился византийский гарнизон во главе со стратигом Страбоном.
Правителю Киликийской Армении Костандину I (ум. 1102/3) удалось ненадолго присоединить Корикос и Крамбус к своему княжеству, однако в 1137 году они были окончательно возвращены под власть Византии. В 1163 году князь Торос II вновь включил Корикос и Крамбус в состав Киликийской Армении. Крепость Крамбуса была восстановлена и укреплена в XII веке одновременно с Корикосской крепостью, скорее всего, когда Корикос и Крамбус уже перешли под власть Киликийского королевства.
Согласно исследованиям К. Фосса и Д. Винфилда, возведение комплекса из двух крепостей в Корикосе относится к IX веку, когда арабская угроза заставила византийцев ещё больше укрепить Корикос, первоначальная сухопутная крепость которого предположительно была возведена ещё в V—VI веках. По их мнению, во время событий, о которых повествовала Анна Комнина, был осуществлён лишь ремонт крепостей IX века. Роберт Эдвардс, опиравшийся, помимо прочего, на арабские первоисточники, напротив, относит возведение крепостного комплекса Корикоса именно к XII веку. Первое упоминание морской крепости на Крамбусе у арабских авторов содержится в произведении аль-Идриси, датируемом 1154 годом. Очевидно однако, что строительство замка на острове Крамбус было окончено в 1199 году, поскольку найденная на стенах замка надпись, датированная этим годом, гласит, что крепость построил (а фактически достроил или восстановил) король Левон I.
Вероятно с этого времени крепость на острове Крамбус вместе с Корикосом входили в состав отдельного феодального держания, вассального королю Киликийской Армении. Есть сведения, что «барон Корикоса» Симон присутствовал на коронации князя Левона Рубенида королём Киликии 6 января 1198/1199 года. Корикос стал перевалочным пунктом для паломников, следовавших из Константинополя в Святую землю. В 1191 году через Корикос возвращался на родину из крестового похода король Франции Филипп II Август. На стенах крепости Кызкалеси сохранились надписи, упоминающие киликийских королей Левона II (датирована 1206 годом) и Хетума I (датирована 1251 годом).
В 1267 году Корикос и Крамбус попадают в систему средиземноморской торговли Генуэзской республики, вероятно, в качестве перевалочных пунктов, а с 1275 года участвуют в торговле шафраном с мамлюкским Египтом. После смерти последнего князя Корикоса Ошина II в 1329 году замки отошли к домену короля Левона IV.
В начале XIV века в восточном Средиземноморье существенно возрастает военная угроза со стороны турецких бейликов Анатолии. Особую опасность для Корикоса представляли беи Карамана, чьи владения находились севернее Корикоса. К 1359 году Корикос оказался отрезанным турками от остальной территории Киликийского королевства. Под давлением Караманидов армянское население Корикоса обратилось за помощью к королю Кипра. В 1360—1361 годах король Кипра Пьер I де Лузиньян взял Корикос вместе с островной крепостью под своё покровительство, после чего они входили в состав Кипрского королевства вплоть до 1448 года.
В марте 1367 года крепость вместе с Корикосом под командованием коннетабля Жана де Лузиньяна успешно выдержала осаду войск Алаэддина Караманида, однако в 1448 году островная крепость и Корикос всё же были захвачены сыном Алаэддина,  Ибрагимом-беем. В 1473—1474 годах Корикос и Крамбус вошли в состав Османской империи. С того момента крепость Кызкалеси больше не выходила из под власти турецкого государства. В июле 1482 года здесь на короткое время укрылся шехзаде Джем, разбитый своим братом Баязидом II, перед своим бегством на Родос.

## Описание
Крепость находится на небольшом острове, в древности носившем название Крамбус, или Крамбуса, в двухстах — шестистах метрах (в зависимости от того, в какой части берега находиться) от побережья в гавани древнего города Корикоса, в настоящее время являющегося частью турецкого курортного городка Кызкалеси. Современная площадь острова составляет около 15 тысяч м²; большую часть острова занимает полигональное в плане строение крепости, состоящее из восьми соединённых стенами башен треугольной, четырёхугольной и круглой формы. Диаметр стен составляет 192 метра. Главный бастион находится на восточной оконечности крепости и состоит из трёх этажей.
Согласно местной традиции, морская крепость первоначально была соединена с побережьем Корикоса некоторым перешейком, что подтверждается навигационными картами, ясно показывающими хребет верхнего морского дна, простирающийся от небольшого выступа береговой линии по направлению к острову. Однако был ли в действительности этот хребет когда то южным пределом обширной Корикосской гавани и соединял ли остров Крамбус с сушей — доподлинно неизвестно.
Вход в крепость находится в её северной части. Вдоль западной стены крепости с внутренней стороны тянется хорошо сохранившаяся крытая каменная галерея, в которой существует ещё один выход к морю. Археологические изыскания, проведённые Мерсинским музеем, выявили ранее существовавшую сложную структуру внутренних строений крепости, включавшую в себя, помимо прочего, неоднократно перестраивавшуюся часовню, мастерские и цистерны для хранения воды. Полы часовни и некоторых других зданий были украшены частично сохранившейся мозаикой.
|  |  |  |  |